# Recepční estetika
Recepční estetika, v originále Rezeptionsästhetik, je směr literární vědy, který vznikl v 60. letech 20. století v Západním Německu a který byl systematicky rozvíjen kostnickým romanistou Hansem Robertem Jaußem. Jejím cílem je obnovení literární historie zavedením čtenáře jako výchozího bodu literárněhistorického vývoje. Estetický účinek díla spočívá v rozdílu mezi ním a horizontem očekávání čtenáře.